# جورج ديمبسي (كرة سلة)
جورج ديمبسي (بالإنجليزية: George Dempsey)‏ لاعب كرة سلة أمريكي سابق. بدأ مسيرته الاحترافية في سنة 1954. تم اختياره من قبل فريق غولدن ستايت ووريورز خلال الدرافت. يبلغ طوله 6 قدم 2 بوصة (1.9 م). اعتزل اللعب في 1959. فاز بلقب دوري إن بي إيه. لعب مع غولدن ستايت ووريورز وفيلادلفيا سفنتي سيكسرز.

## روابط خارجية
- جورج ديمبسي على موقع إن بي أي (الإنجليزية)
- جورج ديمبسي على موقع سبورتس رفرنس (الإنجليزية)
- جورج ديمبسي على موقع ريلجم (الإنجليزية)
- جورج ديمبسي على موقع بروبوليرز (الإنجليزية)